# Briggswath
Briggswath – wieś w Anglii, w hrabstwie North Yorkshire, w dystrykcie (unitary authority) North Yorkshire. Leży nad rzeką Esk, w pobliżu parku narodowego North York Moors, 62 km na północny wschód od miasta York i 330 km na północ od Londynu.